# ロンドンクラブ
ロンドンクラブ(London Club)は、政府や中央銀行に対して資金を貸し付けている民間の商用金融機関が、債務国とのリスケなどの返済交渉について協力していくために結成した、非公式な債権者機関の会合。